# CNH Global
A CNH Global N.V. foi uma empresa global que operava nos setores de agricultura e construção. O escopo da CNH inclui engenharia, produção, comercialização e distribuição integradas de equipamentos nos cinco continentes. Suas operações estão organizadas em três segmentos de negócios: comentários agrícolas, equipamentos para construção e serviços financeiros.
A CNH Global N.V. é constituída nos Países Baixos e regida por sua legislação. A empresa foi criada em 12 de novembro de 1999 pela fusão da New Holland N.V. com a Case Corporation. As ações da CNH Global N.V. estão registradas para negociação na Bolsa de Valores de Nova York sob o código CNH. A empresa divulga trimestralmente seus resultados financeiros, preparados com base nos princípios contabilísticos geralmente aceitos nos EUA (GAAP, sigla em inglês). A CNH está sob controle majoritário da Fiat Industrial.
Em 31 de dezembro de 2012 a CNH fabricava seus produtos em 37 instalações  em todo o mundo, distribuindo seus produtos em cerca de 170 países por intermédio de cerca de 11 500 concessionárias e distribuidoras.
Em 29 de setembro de 2013 A CNH Global e Fiat Industrial já fundiu com a CNH Industrial.

## Marcas
Os produtos da CNH são comercializados mundialmente por meio de duas famílias de marcas: Case e New Holland. A Case IH (juntamente com a Steyr na Europa) e a New Holland compõem a família de marcas agrícolas. Case e New Holland Construction compõem a família de marcas de equipamentos para construção. Ambas as marcas oferecem uma linha completa de peças de reposição e serviços para suporte a seus equipamentos.

### Marcas agrícolas

#### Case IH
A Case IH tem uma herança de mais de 160 anos de experiência no setor agrícola; sua linha de produtos inclui tratores, colhedoras e colheitadeiras, equipamentos para feno e forragem, implementos agrícolas, sistemas de plantio e semeadura, pulverizadoras e aplicadoras e outros equipamentos específicos para a agricultura. Os modelos mais famosos da Case IH incluem as colheitadeiras Axial-Flow® e os tratores Magnum, Steiger e Farmall.

#### New Holland
Fundada em 1895, a New Holland produz uma linha completa de máquinas agrícolas. Seus produtos agrícolas incluem tratores, colheitadeiras, enfardadeiras, implementos para feno, equipamentos usados na manutenção de gramados, campos e terrenos e colhedoras de uvas. Recentemente, a New Holland apresentou o NH2, um trator movido a hidrogênio que pode ser abastecido pelos agricultores, gerando energia a partir de fontes renováveis.

#### Steyr

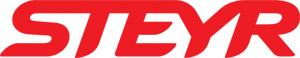
Logo da Steyr

A Steyr é uma marca agrícola austríaca com mais de 60 anos, especializada em tratores para os setores municipal, agrícola e de reflorestamento.

### Marcas de construção

#### Case

Logo da Case CE

Uma marca com uma herança de mais de 160 anos, a Case Construction Equipment oferece em todo o mundo uma linha completa de equipamentos para construção que inclui retroescavadeiras, caminhões articulados, escavadeiras de esteiras e de rodas, manipuladores telescópicos, motoniveladoras, pás carregadeiras de rodas, rolos compactadores vibratórios, tratores de esteiras, carregadeiras compactas, minicarregadeiras de esteira, tratores e empilhadeiras para terrenos acidentados. O mês de fevereiro de 2007 marcou o 50° aniversário do lançamento do primeiro trator com retroescavadeira integrada na fábrica.

#### New Holland Construction
A New Holland Construction é uma fabricante global e equipamentos com uma linha completa de produtos que inclui escavadeiras de esteiras e de rodas, pás carregadeiras de rodas, retroescavadeiras, carregadeiras compactas, bulldozers, manipuladores telescópicos, minicarregadeiras de rodas, escavadeiras de pequeno e médio porte e motoniveladoras.

### Serviços financeiros
A CNH oferece serviços financeiros sob a marca CNH Capital.

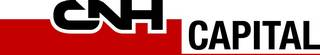
Logo da CNH Capital

A CNH Capital oferece produtos e serviços financeiros a concessionárias e clientes na América do Norte, Austrália, Brasil e Europa Ocidental. Os principais produtos oferecidos são financiamentos no varejo para compra ou leasing de equipamentos CNH novos e usados e financiamentos no atacado para as concessionárias. Os financiamentos de atacado consistem principalmente do financiamento de compras, que permite às concessionárias a manutenção de um estoque representativo de produtos. Os financiamentos de varejo são oferecidos na América do Norte, Brasil, Austrália e Europa por intermédio de subsidiárias integrais e, na Europa Ocidental, de uma joint venture com o BNP Paribas Lease Group.

### Peças & Serviços

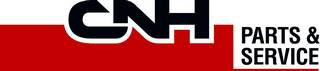
Logo da CNH Parts

As marcas da CNH oferecem a seus clientes peças de reposição, serviços e assistência técnica de pós-venda, por intermédio de suas concessionárias e no campo. São oferecidas peças de reposição para as linhas de produto atuais e para os produtos fabricados nos últimos 20 anos.
A distribuição de peças é operacionalizada por meio de depósitos em todos os cinco continentes.

## Presença da CNH em mercados em crescimento
Para fortalecer as operações das marcas da CNH em países com forte potencial de crescimento, em 2007 foi constituída a CNH International, responsável pela produção, venda, distribuição e pós-venda de equipamentos agrícolas e para construção em mais de 120 países na África, Oriente Médio, Comunidade dos Estados Independentes, Ásia e Oceania, que abrange a Austrália, China e Índia.
Sediada na Suíça, a CNH International atende seu território por meio de pólos comerciais, instalações produtivas, depósitos de peças e redes de concessionárias. As atividades relativas a marketing, finanças, treinamento e serviços de pós-venda estão presentes nos pólos comerciais de suporte aos negócios agrícolas e de construção, localizados em Istambul (Turquia), Moscou (Rússia), Kiev (Ucrânia), Tashkent (Uzbequistão), Nova Deli (Índia), Xangai (China) e Sydney (Austrália), com escritórios de representação em Joanesburgo (África do Sul) e Banguecoque (Tailândia).